# مالیمبه سرسرخ
مالیمبه سرسرخ (نام علمی: Malimbus rubricollis) نام یک گونه از سرده مالیمبه‌ها است.